# The Open Championship 2016

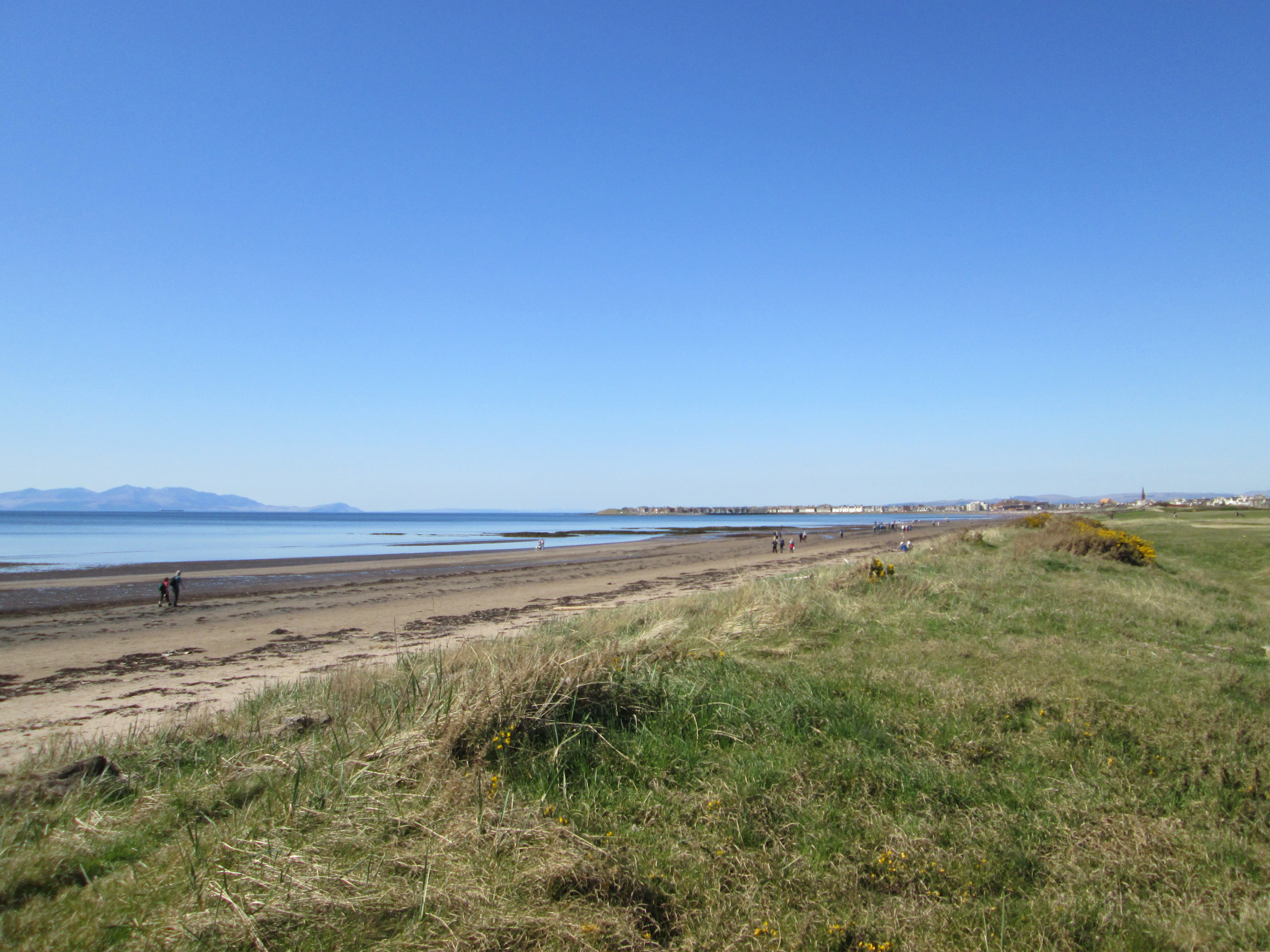

De 145e editie van The Open Championship (Brits Open) wordt van 14 t/m 17 juli 2016 op de Royal Troon Golf Club in Schotland gespeeld. Er doen 19 voormalige winnaars mee, de oudsten zijn Mark O'Meara (1957) en Sandy Lyle (1958); O'Meara speelt het Open voor de 30e keer, Lyle voor de 39e keer.

## De baan
De golfbaan ligt langs de westkust van Schotland en heeft tijdens het Open een lengte van 6.561 meter (7.175 yards). Het landschap bestaat uit lage duinen. Er staat vaak veel wind. 

Alle holes hebben een eigen naam:
| Hole  | Naam          | Yards | Par   |       | Hole        | Naam      | Yards | Par |
| ----- | ------------- | ----- | ----- | ----- | ----------- | --------- | ----- | --- |
| 1     | Seal          | 370   | 4     |       | 10          | Sandhills | 438   | 4   |
| 2     | Black Rock    | 391   | 4     | 11    | The Railway | 490       | 4     |     |
| 3     | Gyaws         | 379   | 4     | 12    | The Fox     | 431       | 4     |     |
| 4     | Dunure        | 560   | 5     | 13    | Burmah      | 472       | 4     |     |
| 5     | Greenan       | 210   | 3     | 14    | Alton       | 178       | 3     |     |
| 6     | Turnberry     | 601   | 5     | 15    | Crosbie     | 483       | 4     |     |
| 7     | Tel-el-Kebir  | 405   | 4     | 16    | Well        | 542       | 5     |     |
| 8     | Postage Stamp | 123   | 3     | 17    | Rabbit      | 222       | 3     |     |
| 9     | The Monk      | 423   | 4     | 18    | Craigend    | 457       | 4     |     |
| Out   | Out           | 3.462 | 36    | In    | In          | 3.713     | 35    |     |
| Bron: | Bron:         | Bron: | Bron: | Bron: | Totaal      | Totaal    | 7.175 | 71  |

## Kwalificatie
Een deel van de spelers is automatisch geplaatst op basis van eerdere prestaties. Een ander deel kwalificeert zich door in de top te eindigen van een van de 10 toernooien die daartoe dienen. Drie van die toernooien worden in de Verenigde Staten gespeeld, de andere kwalificatietoernooien zijn in Australië, Frankrijk, Japan, Schotland, Thailand, Zuid-Afrika en Zweden.

## Verslag
Voormalig winnaar Phil Mickelson speelde ronde 1 in 63 slagen. Martin Kaymer en Patrick Reed scoorden 66 en deelden de tweede plaats. De tweede dag regende het  veel en stond er een sterke wind. Mickelson bleef toch aan de leiding, maar de tweede plaats werd ingenomen door Henrik Stenson.

Na ronde 3 stond Stenson aan de leiding en Mickelson op de tweede plaats. Het scheelde maar één slag. De laatste ronde begon vreemd, in de eerste vier holes maakte Mickelson een birdie en een eagle en Stenson een bogey en drie birdies, waarna beiden op −14 stonden. Nadat Stenson op hole 17 zijn negende birdie maakte, stond hij twee slagen voor op Mickelson. Twee holes later behaalde Stenson zijn eerste Major overwinning.
Jon Rahm, die nog amataur was toen hij zich inschreef, werd in juni 2016 professional. Zijn eerste toernooi als professional was het Quicken Loans National. Hier eindigde hij op de 3de plaats, waardoor hij toch aan het Brits Open mocht meedoen. Hij haalde de cut.

## Resultaten
| Speler            | R2D | OWGR | Ronde 1 | Ronde 1 | Ronde 1 | Ronde 2 | Ronde 2 | Ronde 2 | Ronde 2 | Ronde 3 | Ronde 3 | Ronde 3 | Ronde 3 | Ronde 4 | Ronde 4 | Ronde 4 | Ronde 4 |
| ----------------- | --- | ---- | ------- | ------- | ------- | ------- | ------- | ------- | ------- | ------- | ------- | ------- | ------- | ------- | ------- | ------- | ------- |
| Henrik Stenson    | 6   | 6    | 68      | −3      | T12     | 65      | −6      | −9      | 2       | 68      | −3      | −12     | 1       | 63      | −8      | −20     | 1       |
| Phil Mickelson    | =   | 19   | 63      | −8      | 1       | 69      | −2      | −10     | 1       | 70      | −1      | −11     | 2       | 65      | −6      | −17     | 2       |
| J.B. Holmes       | =   | 24   | 70      | −1      | T35     | 70      | −1      | −2      | T14     | 69      | −2      | −4      | 5       | 69      | −2      | −6      | 3       |
| Steve Stricker    | =   | 167  | 67      | −4      | T8      | 75      | +4      | par     | T22     | 68      | −3      | −3      | T6      | 69      | −2      | −5      | 4       |
| Sergio Garcia     | 15  | 12   | 68      | −3      | T12     | 70      | −1      | −4      | T6      | 73      | +2      | −2      | T9      | 69      | −2      | −4      | T5      |
| Andrew Johnston   | 26  | 104  | 69      | −2      | T22     | 69      | −2      | −4      | T6      | 70      | −1      | −5      | 4       | 73      | +2      | −3      | 8       |
| Bill Haas         | =   | 35   | 68      | −3      | T12     | 70      | −1      | −4      | T6      | 69      | −2      | −6      | 3       | 75      | +4      | −2      | T9      |
| Thomas Pieters    | 32  | 66   | 68      | −3      | T12     | 76      | +5      | +2      | T39     | 70      | −1      | +1      | T25     | 72      | +1      | +2      | T30     |
| Nicolas Colsaerts | 31  | 124  | 72      | +1      | T75     | 73      | +2      | +3      | T51     | 70      | −1      | +2      | T46     | 75      | +4      | +6      | T46     |
| Joost Luiten      | 12  | 65   | 75      | +4      | T122    | 74      | +3      | +7      | MC      |         |         |         |         |         |         |         |         |

| Leider |  | Toernooirecord |  | CTR = Challenge Tour Rankings |  | R2D = Race To Dubai |  | OWGR |  | MC = missed cut = cut gemist |

## Spelerslijst
De lijst is nog niet volledig bekend:
| Automatisch geplaatst - Byeong-hun An - Kiradech Aphibarnrat - Daniel Berger - Steven Bowditch - Keegan Bradley - Kristoffer Broberg - Mark Calcavecchia (1989) - Paul Casey - Stewart Cink (2009) - Darren Clarke (2011) - George Coetzee - Ben Curtis (2003) - John Daly (1995) - Marco Dawson - Victor Dubuisson - Jason Dufner - David Duval (2001) - Ernie Els (2002, 2012) - Harris English - Ross Fisher - Matthew Fitzpatrick - Tommy Fleetwood - Rickie Fowler | - Jim Furyk - Branden Grace - Bill Haas - Todd Hamilton (2004) - Pádraig Harrington (2007, 2008) - Charley Hoffman - Nathan Holman - J.B. Holmes - David Howell - Thongchai Jaidee - Miguel Ángel Jiménez - Dustin Johnson - Zach Johnson (2015) - Martin Kaymer - Kyung-tae Kim - Chris Kirk - Kevin Kisner - Søren Kjeldsen - Satoshi Kodaira - Matt Kuchar - Anirban Lahiri - Paul Lawrie (1999) - Danny Lee - Tom Lehman (1996) | - Justin Leonard (1997) - Shane Lowry - Sandy Lyle (1985) - Hideki Matsuyama - Rory McIlroy (2014) - Phil Mickelson (2013) - Yūsaku Miyazato - James Morrison - Kevin Na - Mark O'Meara (1998) - Thorbjørn Olesen - Louis Oosthuizen (2010) - Scott Piercy - Thomas Pieters - Patrick Reed - Charl Schwartzel - Webb Simpson - Brandt Snedeker - Henrik Stenson - Robert Streb - Andy Sullivan - Jimmy Walker - Marc Warren - Bubba Watson | - Bernd Wiesberger - Chris Wood - Tiger Woods (2000, 2005, 2006) - Jaco van Zyl Amateurs - Stefano Mazzoli (Eur. Amateur) - Jon Rahm (eind 2015 WAGR 1) - Scott Gregory (Brits Amateur) Geplaatst na 3 kwalificatietoernooien - Nick Cullen - Rod Pampling Jamie Donaldson - Matt Jones - Phachara Khongwatmai - Zander Lombard - Haydn Porteous - Clément Sordet - Anthony Wall - Lee Westwood |

Bryson DeChambeau won het US Amateur in 2015 en mocht dus het volgende Brits Open spelen, maar besloot voordien professional te worden.
Vanaf 1970:
1970 ·
1971 ·
1972 ·
1973 ·
1974 ·
1975 ·
1976 ·
1977 ·
1978 ·
1979 ·
1980 ·
1981 ·
1982 ·
1983 ·
1984 ·
1985 ·
1986 ·
1987 ·
1988 ·
1989 ·
1990 ·
1991 ·
1992 ·
1993 ·
1994 ·
1995 ·
1996 ·
1997 ·
1998 ·
1999 ·
2000 ·
2001 ·
2002 ·
2003 ·
2004 ·
2005 ·
2006 ·
2007 ·
2008 ·
2009 ·
2010 ·
2011 ·
2012 ·
2013 ·
2014 ·
2015 ·
2016 ·
2017 ·
2018 ·
2019 ·
2020